# National Football Conference

Logo van de NFC

De National Football Conference (NFC) is een van de twee conferenties van de National Football League (NFL). De NFC is ontstaan in 1970, nadat de National Football League (NFL) en de American Football League (AFL) samengevoegd werden in de NFL. De kampioen van de NFC speelt de Super Bowl tegen de winnaar van de American Football Conference (AFC).

## Teams
In de NFC spelen zestien teams, verdeeld over vier divisies:

### NFC East
- Dallas Cowboys
- New York Giants
- Philadelphia Eagles
- Washington Commanders

### NFC North
- Chicago Bears
- Detroit Lions
- Green Bay Packers
- Minnesota Vikings

### NFC South
- Atlanta Falcons
- Carolina Panthers
- New Orleans Saints
- Tampa Bay Buccaneers

### NFC West
- Arizona Cardinals
- Los Angeles Rams
- San Francisco 49ers
- Seattle Seahawks

## Competitieverloop
Het seizoen in de NFL is onderverdeeld in het reguliere seizoen en de play-offs. Zowel in de NFC als de AFC ziet de structuur van een seizoen er hetzelfde uit.

### Reguliere seizoen
In beide conferences spelen de ploegen in het reguliere seizoen zestien wedstrijden. Voor de NFC worden de wedstrijden als volgt bepaald:
- 6 wedstrijden tegen de andere teams uit de divisie (twee wedstrijden tegen elk team).
- 4 wedstrijden tegen de teams uit een andere divisie van de NFC.
- 2 wedstrijden tegen de teams uit de andere twee divisies van de NFC, die vorig seizoen op dezelfde positie zijn geëindigd.
- 4 wedstrijden tegen de teams uit een divisie van de AFC.

Er is een rotatiesysteem voor de divisies waartegen de teams elk seizoen spelen. Dankzij dit systeem zijn teams verzekerd dat ze een NFC-team uit een andere divisie minstens eens in de drie jaar en een AFC-team minstens eens in de vier jaar treffen.

### Play-offs
Zes ploegen uit de NFC plaatsen zich voor de play-offs. Dit zijn de vier divisie-winnaars, aangevuld met de twee beste niet-winnaars (de wild cards). De divisie-winnaars zijn het eerste tot en met vierde reekshoofd, terwijl de wild cards nummer vijf en zes krijgen toegewezen. 
In de eerste ronde, de Wild Card Playoffs, hebben de twee beste divisie-winnaars een vrijstelling. De andere twee divisie-winnaars spelen thuis tegen de wild cards. De winnaars plaatsen zich voor de Divisional Playoffs, waarin ze een uitduel spelen tegen de beste divisie-winnaars. De ploegen die de Divisional Playoffs winnen, plaatsen zich voor de NFC Championship Game, waarin het thuisvoordeel voor het hoogste overgebleven reekshoofd is. De winnaar van deze wedstrijd kwalificeert zich vervolgens voor de Super Bowl, tegen de kampioen van de AFC.

## Erelijst
De winnaar van de NFC Championship Game plaatst zich voor de Super Bowl en ontvangt (sinds 1984) de George Halas Trophy, genoemd naar George Halas, mede-oprichter van de NFL en van de Chicago Bears, waar hij tot zijn overlijden (1983) eigenaar van was. De Dallas Cowboys zijn recordhouder met acht NFC-titels.
Hieronder staan alle wedstrijden om de NFC-titel. De winnaar is dikgedrukt aangegeven. Indien die ploeg dat seizoen ook de Super Bowl won, staat er (SB) achter.
| Seizoen | Datum            | Thuisploeg                | Score        | Uitploeg                  | Stadion, Stad                                       |
| ------- | ---------------- | ------------------------- | ------------ | ------------------------- | --------------------------------------------------- |
| 1970    | 3 januari 1971   | San Francisco 49ers       | 10 - 17      | Dallas Cowboys            | Kezar Stadium, San Francisco (CA)                   |
| 1971    | 2 januari 1972   | Dallas Cowboys (SB)       | 14 - 3       | San Francisco 49ers       | Texas Stadium, Irving (TX)                          |
| 1972    | 31 december 1972 | Washington Redskins       | 26 - 3       | Dallas Cowboys            | Robert F. Kennedy Memorial Stadium, Washington (DC) |
| 1973    | 30 december 1973 | Dallas Cowboys            | 10 - 27      | Minnesota Vikings         | Texas Stadium, Irving (TX)                          |
| 1974    | 29 december 1974 | Minnesota Vikings         | 14 - 10      | Los Angeles Rams          | Metropolitan Stadium, Bloomington (MN)              |
| 1975    | 4 januari 1976   | Los Angeles Rams          | 7 - 37       | Dallas Cowboys            | Los Angeles Memorial Coliseum, Los Angeles (CA)     |
| 1976    | 26 december 1976 | Minnesota Vikings         | 24 - 13      | Los Angeles Rams          | Metropolitan Stadium, Bloomington (MN)              |
| 1977    | 1 januari 1978   | Dallas Cowboys (SB)       | 23 - 6       | Minnesota Vikings         | Texas Stadium, Irving (TX)                          |
| 1978    | 7 januari 1979   | Los Angeles Rams          | 0 - 28       | Dallas Cowboys            | Los Angeles Memorial Coliseum, Los Angeles (CA)     |
| 1979    | 6 januari 1980   | Tampa Bay Buccaneers      | 0 - 9        | Los Angeles Rams          | Tampa Stadium, Tampa (FL)                           |
| 1980    | 11 januari 1981  | Philadelphia Eagles       | 20 - 7       | Dallas Cowboys            | Veterans Stadium, Philadelphia (PA)                 |
| 1981    | 10 januari 1982  | San Francisco 49ers (SB)  | 28 - 27      | Dallas Cowboys            | Candlestick Park, San Francisco (CA)                |
| 1982    | 22 januari 1983  | Washington Redskins (SB)  | 31 - 17      | Dallas Cowboys            | Robert F. Kennedy Memorial Stadium, Washington (DC) |
| 1983    | 8 januari 1984   | Washington Redskins       | 24 - 21      | San Francisco 49ers       | Robert F. Kennedy Memorial Stadium, Washington (DC) |
| 1984    | 6 januari 1985   | San Francisco 49ers (SB)  | 23 - 0       | Chicago Bears             | Candlestick Park, San Francisco (CA)                |
| 1985    | 12 januari 1986  | Chicago Bears (SB)        | 24 - 0       | Los Angeles Rams          | Soldier Field, Chicago (IL)                         |
| 1986    | 11 januari 1987  | New York Giants (SB)      | 17 - 0       | Washington Redskins       | Giants Stadium, East Rutherford (NJ)                |
| 1987    | 17 januari 1988  | Washington Redskins (SB)  | 17 - 10      | Minnesota Vikings         | Robert F. Kennedy Memorial Stadium, Washington (DC) |
| 1988    | 8 januari 1989   | Chicago Bears             | 3 - 28       | San Francisco 49ers (SB)  | Soldier Field, Chicago (IL)                         |
| 1989    | 14 januari 1990  | San Francisco 49ers (SB)  | 30 - 3       | Los Angeles Rams          | Candlestick Park, San Francisco (CA)                |
| 1990    | 20 januari 1991  | San Francisco 49ers       | 13 - 15      | New York Giants (SB)      | Candlestick Park, San Francisco (CA)                |
| 1991    | 12 januari 1992  | Washington Redskins (SB)  | 41 - 10      | Detroit Lions             | Robert F. Kennedy Memorial Stadium, Washington (DC) |
| 1992    | 17 januari 1993  | San Francisco 49ers       | 20 - 30      | Dallas Cowboys (SB)       | Candlestick Park, San Francisco (CA)                |
| 1993    | 23 januari 1994  | Dallas Cowboys (SB)       | 38 - 21      | San Francisco 49ers       | Texas Stadium, Irving (TX)                          |
| 1994    | 15 januari 1995  | San Francisco 49ers (SB)  | 38 - 28      | Dallas Cowboys            | Candlestick Park, San Francisco (CA)                |
| 1995    | 14 januari 1996  | Dallas Cowboys (SB)       | 38 - 27      | Green Bay Packers         | Texas Stadium, Irving (TX)                          |
| 1996    | 12 januari 1997  | Green Bay Packers (SB)    | 30 - 13      | Carolina Panthers         | Lambeau Field, Green Bay (WI)                       |
| 1997    | 11 januari 1998  | San Francisco 49ers       | 10 - 23      | Green Bay Packers         | 3Com Park at Candlestick Point, San Francisco (CA)  |
| 1998    | 17 januari 1999  | Minnesota Vikings         | 27 - 30 n.v. | Atlanta Falcons           | Hubert H. Humphrey Metrodome, Minneapolis (MN)      |
| 1999    | 23 januari 2000  | St. Louis Rams (SB)       | 11 - 6       | Tampa Bay Buccaneers      | Trans World Dome, St. Louis (MO)                    |
| 2000    | 14 januari 2001  | New York Giants           | 41 - 0       | Minnesota Vikings         | Giants Stadium, East Rutherford (NJ)                |
| 2001    | 27 januari 2002  | St. Louis Rams            | 29 - 24      | Philadelphia Eagles       | Edward Jones Dome, St. Louis (MO)                   |
| 2002    | 19 januari 2003  | Philadelphia Eagles       | 10 - 27      | Tampa Bay Buccaneers (SB) | Veterans Stadium, Philadelphia (PA)                 |
| 2003    | 18 januari 2004  | Philadelphia Eagles       | 3 - 14       | Carolina Panthers         | Lincoln Financial Field, Philadelphia (PA)          |
| 2004    | 23 januari 2005  | Philadelphia Eagles       | 27 - 10      | Atlanta Falcons           | Lincoln Financial Field, Philadelphia (PA)          |
| 2005    | 22 januari 2006  | Seattle Seahawks          | 34 - 14      | Carolina Panthers         | Qwest Field, Seattle (WA)                           |
| 2006    | 21 januari 2007  | Chicago Bears             | 39 - 14      | New Orleans Saints        | Soldier Field, Chicago (IL)                         |
| 2007    | 20 januari 2008  | Green Bay Packers         | 20 - 23 n.v. | New York Giants (SB)      | Lambeau Field, Green Bay (WI)                       |
| 2008    | 18 januari 2009  | Arizona Cardinals         | 32 - 25      | Philadelphia Eagles       | University of Phoenix Stadium, Glendale (AZ)        |
| 2009    | 24 januari 2010  | New Orleans Saints (SB)   | 31 - 28 n.v. | Minnesota Vikings         | Louisiana Superdome, New Orleans (LA)               |
| 2010    | 23 januari 2011  | Chicago Bears             | 14 - 21      | Green Bay Packers (SB)    | Soldier Field, Chicago (IL)                         |
| 2011    | 22 januari 2012  | San Francisco 49ers       | 17 - 20 n.v. | New York Giants (SB)      | Candlestick Park, San Francisco (CA)                |
| 2012    | 20 januari 2013  | Atlanta Falcons           | 24 - 28      | San Francisco 49ers       | Georgia Dome, Atlanta (GA)                          |
| 2013    | 19 januari 2014  | Seattle Seahawks (SB)     | 23 - 17      | San Francisco 49ers       | CenturyLink Field, Seattle (WA)                     |
| 2014    | 18 januari 2015  | Seattle Seahawks          | 28 - 22 n.v. | Green Bay Packers         | CenturyLink Field, Seattle (WA)                     |
| 2015    | 24 januari 2016  | Carolina Panthers         | 49 - 15      | Arizona Cardinals         | Bank of America Stadium, Charlotte (NC)             |
| 2016    | 22 januari 2017  | Atlanta Falcons           | 44 - 21      | Green Bay Packers         | Georgia Dome, Atlanta (GA)                          |
| 2017    | 21 januari 2018  | Philadelphia Eagles (SB)  | 38 - 7       | Minnesota Vikings         | Lincoln Financial Field, Philadelphia (PA)          |
| 2018    | 20 januari 2019  | New Orleans Saints        | 23 - 26 n.v. | Los Angeles Rams          | Mercedes-Benz Superdome, New Orleans (LA)           |
| 2019    | 19 januari 2020  | San Francisco 49ers       | 37 - 20      | Green Bay Packers         | Levi's Stadium, Santa Clara (CA)                    |
| 2020    | 24 januari 2021  | Tampa Bay Buccaneers (SB) | 31 - 26      | Green Bay Packers         | Lambeau Field, Green Bay (WI)                       |

### Meeste titels
| Ploeg                 | Winst | Verlies | Seizoenen waarin NFC-titel werd gewonnen       |
| --------------------- | ----- | ------- | ---------------------------------------------- |
| Dallas Cowboys        | 8     | 6       | 1970, 1971, 1975, 1977, 1978, 1992, 1993, 1995 |
| San Francisco 49ers   | 7     | 9       | 1981, 1984, 1988, 1989, 1994, 2012, 2019       |
| Washington Commanders | 5     | 1       | 1972, 1982, 1983, 1987, 1991                   |
| New York Giants       | 5     | 0       | 1986, 1990, 2000, 2007, 2011                   |
| Los Angeles Rams      | 4     | 6       | 1979, 1999, 2001, 2018                         |
| Minnesota Vikings     | 3     | 6       | 1973, 1974, 1976                               |
| Green Bay Packers     | 3     | 5       | 1996, 1997, 2010                               |
| Philadelphia Eagles   | 3     | 4       | 1980, 2004, 2017                               |
| Seattle Seahawks      | 3     | 0       | 2005, 2013, 2014                               |
| Chicago Bears         | 2     | 3       | 1985, 2006                                     |
| Atlanta Falcons       | 2     | 2       | 1998, 2016                                     |
| Carolina Panthers     | 2     | 2       | 2003, 2015                                     |
| Tampa Bay Buccaneers  | 2     | 2       | 2002, 2020                                     |
| Arizona Cardinals     | 1     | 1       | 2008                                           |
| New Orleans Saints    | 1     | 2       | 2009                                           |
| Detroit Lions         | 0     | 1       |                                                |

American Football Conference
National Football Conference
Super Bowl · Pro Bowl